# Kong Haakons Kirke
Kong Haakons kirke (Den norske Sjømannskirken) ligger ved Stadsgraven i København, Danmark. Sjømannskirken - norsk kirke i utlandet driver kirken.
Kirken var en gave fra det norske folk til kong Haakon VII, og blev indviet i 1958. Midlerne til kirken blev indsamlet i anledning af 50-års jubilæet for kongens indsættelse som konge af Norge i 1905. Grundstenen blev nedlagt af Kronprins Olav. 
Carl Corwin tegnede kirken, som er bygget i sten. Den har et spidst kobbertag med et slankt klokketårn og plads til 250 besøgende. 17. maj hvert år fejres den norske nationaldag i kirken. I forbindelse med julen afholdes årligt julemarked med salg af julepynt, strik og mad osv.
I 2008, ved kirkens 50 årsdag, deltog Dronning Margrethe og Kong Harald i jubilæums gudstjeneste her.
I anledningen af kirkens 60 års jubilæum i 2018, gennemførtes en større restaurering, hvor kirken bl.a. fik ny belysning, designet af Bertelsen & Scheving Arkitekter.

## Sjømannsprester i København
- Eirik Guldvog   1952-1960 (grunnlegger)
- Modolf Rossebø  1961-1968
- Jan Hallingskog 1968-1971
- Magne Storli    1971-1976
- Frode Eriksen   1976-1982
- Asbjørn Manger  1982-1986
- Rangvald Seiestad 1986-1992
- Øystein Halling 1992-1996
- Ingrid Frivold  1996-2005
- Sverre Tofte    2004-2005
- Gunnar Ellingsen 2005-2007
- Magne Hoem      2007-

## Kapellaner i København
- Erling Revheim   1974-1975
- Harald Opsal Svendsen  1976-1978
- Johan Haga 1978-1980
- Kjell Svarstad 1980-1981
- Steinar Kristen Lindvig 1982-1986
- Johannes Ulstein  1986-1991
- Bjørn Moe 1991-1993
- Ingeborg Matre 1993-1996
- Jan Kay  Krystad 1996-1997
- Sivert Follesø 1997-1999
- Per Erik S. Engdal 2003
- Sverre Tofte 2003-2007
- Vidar Dalby 2007-2010
- Pål Kristian Balstad 2011-